# Compte carbone
 (mai 2023).
- Si vous ne connaissez pas le sujet, laissez ce bandeau (vous pouvez alors contacter les auteurs).
- Si vous supprimez le contenu mis en cause (vous pouvez préalablement contacter les auteurs),

argumentez précisément cette suppression dans la page de discussion
(un manque de référence n'est pas un argument ; une recherche réelle de référence doit avoir été effectuée, être formellement documentée).
 (décembre 2020).
Le compte carbone est un quota annuel d'émissions de gaz à effet de serre (comptabilisé en équivalent CO2 selon un protocole international), ajustable et diminuant, dont chaque citoyen disposerait de façon égalitaire. Le mécanisme a été évoqué dans les années 1990 et développé en janvier 2020 dans le cadre français de la Convention citoyenne pour le climat.
L'objectif de ce mécanisme est de réduire les émissions de gaz à effet de serre d'au moins 80 % avant 2050 sans injustice sociale. Le quota diminuerait de 6 % chaque année jusqu'à atteindre la neutralité carbone stipulée par l'accord de Paris de 2015.
Les entreprises n'ont pas de quota, mais doivent imputer à leurs clients l'ensemble du carbone nécessaire à leur production. Cela entraîne une circularité de l'information qui permet d'affiner la connaissance des contenus carbonés de tous les achats et services. L'action sur les consommateurs vise surtout à stimuler les entreprises à proposer des produits et services bas carbone.
Concrètement, il faut assigner à une Agence Carbone nationale le rôle d'encadrer les quotas de tous les citoyens (de façon assez similaire au suivi fiscal), récolter les informations de kilos de carbone imputés lors de chaque achat, par le vecteur des cartes de paiement ou flashcodes, contrôler le registre carbone des entreprises.
Il est estimé que pour la France, pour la première année, chaque citoyen pourrait disposer d'un quota de 9 000 kg de carbone équivalent CO2, compte tenu que le CITEPA et le Haut Conseil pour le climat ont calculé que la France est responsable de 604 millions de tonnes de équivalent CO2 en 2022, soit neuf tonnes par chacun des 68 millions de citoyens. Il faudrait réduire ce quota de 6 % chaque année pour tenir le rythme de réduction stipulé par l'accord de Paris de 2015 pour atteindre la neutralité carbone en 2050. Ainsi, en deuxième année, le quota devient 8 460 kg, en 3e année 7 950 kg, en 2030 : 6 200 kg, etc.
L'Agence Carbone doit être relayée par des bourses régionales d'échange (ou guichets carbone locaux) où les excédents pourront être proposés à la vente pour que les ménages déficitaires évitent le défaut de paiement. Les ménages les plus modestes, revendant des excédents, bénéficient d'une certaine justice sociale. Les valeurs en euros des kilogrammes de carbone seront établis par l'autorité investie (nationale ou régionale) selon offre et demande, où les simulations montrent que les valeurs vont rapidement augmenter sous l'effet de la rareté programmée (moins 6 % chaque année) et par le fait que les plus sobres ne proposeront pas tous leurs excédents à la revente, préférant les éliminer pour mieux enrayer le réchauffement climatique.

## Définition et description
Le principe du compte carbone est de stimuler les entreprises par la pression des consommateurs pour réduire les émissions de gaz à effet de serre, jusqu'à l'équilibre d'absorption par les océans et végétaux (évalué à 2 000 kg de CO2 par humain) avant 2050 : il s'agit d'attribuer à chaque citoyen une dotation de points carbone (ou kilogramme d'équivalent CO2) pour « payer » les contenus en carbone de tout achat de produit ou service, dotation renouvelée et réduite chaque année de 6 %. Simultanément, les entreprises doivent tenir un registre carbone (comprenant toutes les entrées et sorties de carbone, à équilibrer comme une comptabilité), condition nécessaire à la véracité de l'étiquetage carbone. C'est l'étiquetage qui stimule les entreprises à innover pour ne pas perdre de clients soumis à la réduction de carbone. Selon les travaux du World Inequality Lab, de grandes différences d'empreinte carbone sont observées entre catégories de citoyens, en forte corrélation avec les niveaux de revenus. En donnant la même dotation à tous les Français, les plus aisés pourront acheter aux plus modestes leurs excédents dans des guichets carbone locaux.
Audrey Berry a décrit le mécanisme comme suit : « Chaque personne reçoit en début d'année un quota carbone individuel, stocké sous forme de points carbone sur une carte électronique. La carte électronique doit être présentée lors de chaque achat d'énergie domestique (gaz, fioul, électricité), de carburant pour ses déplacements privés, ou de billets d'avion afin de déduire le nombre de points carbone correspondant aux émissions de gaz à effet de serre associées. Chaque année, un budget carbone global est constitué par le gouvernement et indique la quantité maximale d'émissions de gaz à effet de serre que le pays s'autorise à émettre. Ce budget carbone suit une trajectoire qui diminue au cours du temps en accord avec les engagements climatiques nationaux. Il est divisé en parts égales entre les habitants pour constituer les points carbone individuels ».
Le compte carbone est une forme de rationnement redistributif qui a pour but de contrecarrer l'augmentation des émissions de gaz à effet de serre. Le réchauffement climatique atteint +1,5 °C dès 2023 et s'accélère, alors que l'accord de Paris appelait en 2015 à ne pas dépasser ce seuil au cours du XXIe siècle. Cette voie du comptage limitatif du carbone caractérise la voie de la garantie de résultat par opposition à la voie de l'incitatif.

## Historique

### Projet avec l'Alliance des Nations
L'économiste indien Anil Kumar Agarwal, centré sur l'écologie, a initié la réflexion sur les quotas carbone individuels lors d'échanges avec Pierre Calame.

### Projet au Royaume-Uni
Les chercheurs britanniques David Fleming (en) et Mayer Hillman (en) font émerger la notion de carte carbone dans les années 1990,. David Fleming propose une version de la carte carbone sous le nom de Tradable Energy Quotas. Leurs propositions suscitent l'intérêt des universitaires, puis « une attention politique soutenue au cours des années 2000 ». Selon Audrey Berry, ingénieure-économiste, « une majorité des travaux ont été produits sur le sol britannique du fait de sa position pionnière ».

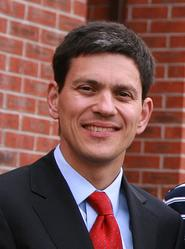
À travers l'action de David Miliband (ici en 2007), le Royaume-Uni est le premier État à avoir envisagé l'instauration d'une carte carbone.

Audrey Berry indique que le Royaume-Uni est « l'unique pays ayant à ce jour envisagé l'instauration d'une carte carbone à l'échelle politique ». Une première proposition de loi en ce sens est rejetée en 2004 au Parlement britannique, puis David Miliband, secrétaire d'État à l'Environnement du 3e gouvernement Blair, commande des études de pré-faisabilité, mais son changement de ministère affaiblit le projet et en 2008, un rapport de synthèse du département de l'Environnement, de l'Alimentation et des Affaires rurales (DEFRA) conduit à l'arrêt du financement des travaux le concernant et à son abandon par le gouvernement Brown,. Dans la foulée du rapport du DEFRA, l'Environmental Audit Select Committee (en) publie un rapport de contre-expertise et demande au gouvernement de revenir sur sa décision. Alors que la méthodologie et les résultats du rapport sont contestés au sein de la communauté des chercheurs et think tanks, le gouvernement Brown répond aux critiques jusqu'en 2009 en maintenant sa position. Selon l'universitaire Mathilde Szuba, cet épisode a « contribué à déradicaliser la carte carbone. L'étude de pré-faisabilité de 2008 est particulièrement révélatrice de la distance qui s'est creusée entre le cadre cognitif des inventeurs de la carte carbone, profondément structuré par la finitude écologique, et celui de l'administration du DEFRA, à la recherche d'un instrument de politique publique bon marché permettant d'inciter les consommateurs à faire des économies de gaz à effet de serre indolores ». La carte carbone fait partie du programme du Parti vert de l'Angleterre et du pays de Galles, et compte des soutiens parmi les parlementaires, ONG et think tanks britanniques.

### Premiers tests
Quelques aspects d'un système de quotas individuels associés à la consommation de carburants ont été testés par un programme anglais dit « CarbonLimited » par la RSA (Royal Society for the encouragement of Arts, Manufactures & Commerce) de 2006 à 2008, puis par le LGiU (ou Local Government Information Unit) qui est un think tank visant à améliorer la gouvernance dans les administrations locales.
Début 2009, les dispositifs testés sont tous encore basés sur l'échange de droits d’émission entre particuliers sur un marché virtuel, avec calcul par carte des émissions de CO2 associées.
Carbon Trading Yorkshire est une des expériences du Carbon Action Yorkshire, qui associe une cinquantaine de partenaires volontaires pour anticiper la mise en œuvre du Carbon Reduction Commitment, notamment en participant à une simulation d'échange de droits d’émission de janvier à décembre 2009. Cette expérience pourrait préfigurer un cadre légal pour l’échange de droits d’émission et la compensation au Royaume-Uni. Dans ce cas, le calcul des budgets carbone, l’achat de quotas aux enchères et les échanges seront réels, mais sans transfert d’argent.
Des expériences similaires mais portant sur des quotas ou échanges individuels sont en cours depuis 2005 avec une trentaine de groupes du réseau anglais CRAG (Carbon Rationing Action Group). Dans ce cas, des volontaires décident collaborativement de réduire leur impact carbone dans une démarche à la fois collective et individuelle, se fixant un objectif annuel de réduction de leurs émissions personnelles. L'originalité du dispositif réside dans un calcul des principales émissions (basé sur la consommation d’énergie pour l’habitat et le transport personnel (voiture et avion), une pénalité à payer (taux déterminé par le groupe par kilogramme d'équivalent CO2 émis) joue le rôle d'une écotaxe qui alimente un fonds carbone utilisé selon des priorités décidées par le groupe (il y avait une trentaine de ces groupes actifs en 2008 au Royaume-Uni).
Même si des collectivités s'impliquent ou montrent leur intérêt (le Carbon Action Yorkshire est par exemple un programme qui vise à créer une économie sobre en carbone dans le Yorkshire et Humber), des freins à une extension au pays ou à l'Europe sont notamment : 
- le manque de précision ou de transparence des méthodes de calcul (par exemple, les fonctions de puits de carbone des mers ou forêts dégradées par les activités humaines sont majeures, mais mal prises en compte). Les impacts de l'aviation et du transport maritime, ou de modes de déplacements tels que les deux roues motorisés sont mal évalués. Le méthane est bien moins pris en compte que le CO2 alors que l'urgence de sa prise en compte est critique pour les dérèglements climatiques.
- une double comptabilité des émissions (à ce jour, faute d'outils et de cadastres précis des émissions de GES, prenant en compte les impacts différés dans le temps et dans l'espace, y compris donc ceux de la délocalisation de la production des biens : la Chine est devenue en 2008 le premier émetteur de GES, mais essentiellement en raison du fait qu'elle produit (à bas prix) des biens de consommation pour les pays riches) ;
- le scepticisme ou manque de confiance de l’opinion face aux solutions par le marché, ou au sujet de l’équité du dispositif (les riches ont en quelque sorte un droit à polluer plus)[9] ;
- un intérêt mitigé de la part des banques.

Les cartes carbones restent donc des dispositifs de participation volontaire, qui semblent cependant intéresser un nombre croissant de chercheurs, mais aussi d'ONG, d'entreprises, de collectivités locales (dans le cadre de leurs Agenda 21 ou Plan climat...
Un système de quotas individuels d’émission de CO2 a aussi été étudié en Suède par le Stockholm Environment Institute

### Perspectives européennes
Depuis les années 2000, l'Europe évoque le besoin d'un outil économique plus efficace pour modifier les comportements individuels. Le Parlement européen a demandé en 2005 à la Commission européenne d’étudier un système de quotas individuels négociables d’émission et son intérêt du point de vue de l'écocitoyenneté et de la modification des habitudes individuelles de consommation, et en 2006, Struan Stevenson a proposé un « système communautaire de quotas domestiques échangeables » portant sur toute l'économie lors des discussions sur le Livre Vert de la Commission européenne sur le développement d’une politique commune de l’énergie. Günter Verheugen, alors vice-président de la Commission européenne chargé des entreprises et de l’industrie, a proposé d’inclure clairement dans ce dispositif les conducteurs de voitures, tout en évitant la multiplication des systèmes ce qui selon lui implique d’étendre le Système communautaire d'échange de quotas d'émission (en anglais, European Union Emission Trading Scheme ou EU ETS). La proposition d'inclure les conducteurs automobiles en priorité (pour les individus) est retenue par un document de travail qui accompagne la proposition de directive visant à améliorer et étendre le système communautaire d’échange de quotas d’émission, dans le Paquet énergie climat adopté en décembre 2008 par l'Europe (UE-27). Deux possibilités sont considérées : faire payer le client à la pompe selon ses quotas, ou taxer plus en amont le distributeur de carburant (qui devrait alors détenir des quotas pour les émissions correspondant au tonnage de carburant qu'il veut vendre — ce qui n'est pas prévu par l’EU ETS).

### Émergence du concept en France
Cette proposition a été décrite plusieurs fois en France.
Pierre Calame a décrit en 2009, dans Essai sur l'œconomie, comment organiser un rationnement énergétique acceptable par des quotas individuels échangeables. Il propose un système européen de quotas qui soit vendables et réduits d'année en année. Il explique que l'idée lui en a été apportée par le célèbre écologiste indien Anil Agarwal dès les années 1990 en posant la question « à qui appartiennent les puits de carbone ». Celui-ci publiait en 1991 Global warming in an unequal worldpour s'opposer à l'accaparement des puits de carbone par les plus riches. Michel Rocard a beaucoup appuyé cette proposition par exemple dans l'article de 2015 dans le Monde avec Michel Aglietta. Pierre Calame a précisé comment organiser les quotas échangeables dans son livre de 2018 "Petit traité d'oeconomie". En janvier 2020, il a affiné le processus dans son livret "l'allocation à tous de quotas négociables".
Le prospectiviste Eric Vidalenc le proposait en 2018 dans le blog d'Alternatives économiques.
L'éditorialiste Yannick Roudaut a publié en 2020 une proposition de quota carbone individuel dans la revue CQFD - Ce qu'il faut développer sous le titre « Un quota carbone individuel ».
Le mécanisme de quotas carbone individuels a été débattu lors des Assises du Climat de février à avril 2021 en le comparant aux mécanismes de taxation carbone, de financement massif, de règlements sectoriels ou de quotas industriels (aussi appelés « droits à polluer »), qui se sont montrés moins efficaces, voire contre-productifs. Les Assises du Climat ont mis en évidence cinq critères d'efficacité des mécanismes de reduction des gaz à effet de serre :
1- garantir la réduction des gaz à effet de serre d'année en année
2- comptabiliser toutes sources y compris importations
3- ne pas générer d'injustice sociale
4- impliquer tous les acteurs de la société
5- principe de moindre contrainte pour assurer la légitimité de l'action publique de même que liberté et égalité.
Le mécanisme est porté par plusieurs ONG, dont Escape-jobs, AllocationClimat (qui a produit un dossier à destination du Shift Project) et CITEGO (qui a produit un cahier de stratégie énergie et climat pour le ministère de la Transition écologique en 2021).
Le conférencier Côme Girschig a développé (sur les quotas carbone individuels) une conférence pour la Sorbonne sous référence TEDx. Il y traite de la nécessité de rationnement pour partager de façon égalitaire l'effort de sortie de péril climatique. Ses propos portent sur l'efficacité sociale du partage, la garantie de résultat par une diminution programmée et la prise de conscience qu'apporte l'obligation de compter une donnée hors plan comptable classique, les contenus carbone.

## Fonctionnement

### Entreprises
Dans le principe des quotas individuels, ce sont les entreprises qui ont le rôle principal malgré l'apparence que les 604 millions de tonnes équivalent CO2, dont est responsable la France en 2022, sont répartis sur les 68 millions de particuliers (soit neuf tonnes par citoyen et par an). Mais le budget carbone de chaque citoyen est transféré aux entreprises (selon les dépenses de consommation qu'elles encaissent). Ces points carbone sont nécessaires aux entreprises pour "payer" le carbone à leurs fournisseurs.

### Quels points carbone
Dans un premier temps, on peut se fier à l'ADEME qui répertorie des milliers de produits et services dans sa Base Carbone (une base de données, dont une version plus détaillée concerne les produits spécifiques du bâtiment, en particulier des considérations thermiques et isolantes). Un distributeur ou grossiste peut intégrer les chiffres de la Base Carbone pour documenter les factures aux détaillants. Par exemple un magasin de jouets et livres pour enfants reçoit ses produits de douze fournisseurs, plus son chauffage, son loyer (couramment sans carbone) et transports. Il demande à son fournisseur du logiciel de caisse de comptabiliser les points carbone de toutes les factures, et faire une répartition sur ses centaines de références selon les indications des grossistes et fabricants. Si le chauffage et transport représentent 2% de son volume annuel de carbone, tous les kilogrammes carbone reçus de ses fournisseurs sont majorés de 2 % pour les imputer aux clients. Il peut décider d'affecter moins de points carbone aux jouets en bois par rapport aux jouets en plastique, mais son bilan doit être égalisé entre les entrées et sorties sur l'année, y compris gestion des stocks, son logiciel de caisse valide cela naturellement.
L'Ademe propose également des bases de données spécialisées pour le bâtiment (INIES) et pour l'alimentation (Agribalyse).

#### Chez ses fournisseurs
Il faudra parfois prendre en compte l'importation : comme pour la TVA des produits importés gérée par le fisc, le contenu carbone est géré par l'Agence Carbone nationale qui s'appuie sur la nomenclature douanière, déjà gérée par la Commission européenne. Le jouet plastique et métal fabriqué en Chine est alors évalué au poids de chaque matériau, son énergie de fabrication et son transport (bien sûr moindre par conteneur sur cargo que par avion). Ainsi le jouet « accordéon » est évalué à 4 kg de CO2 équivalent, le grossiste est imputé de ces 4 points par l'Agence Carbone (qui devrait les transférer quand la Chine aura la même agence carbone, les productions européennes seront vraisemblablement plus promptes à être gérées en carbone). Ainsi le grossiste impute ces quatre points carbone éventuellement majorés de ses coûts internes comme chauffage ou transport local.

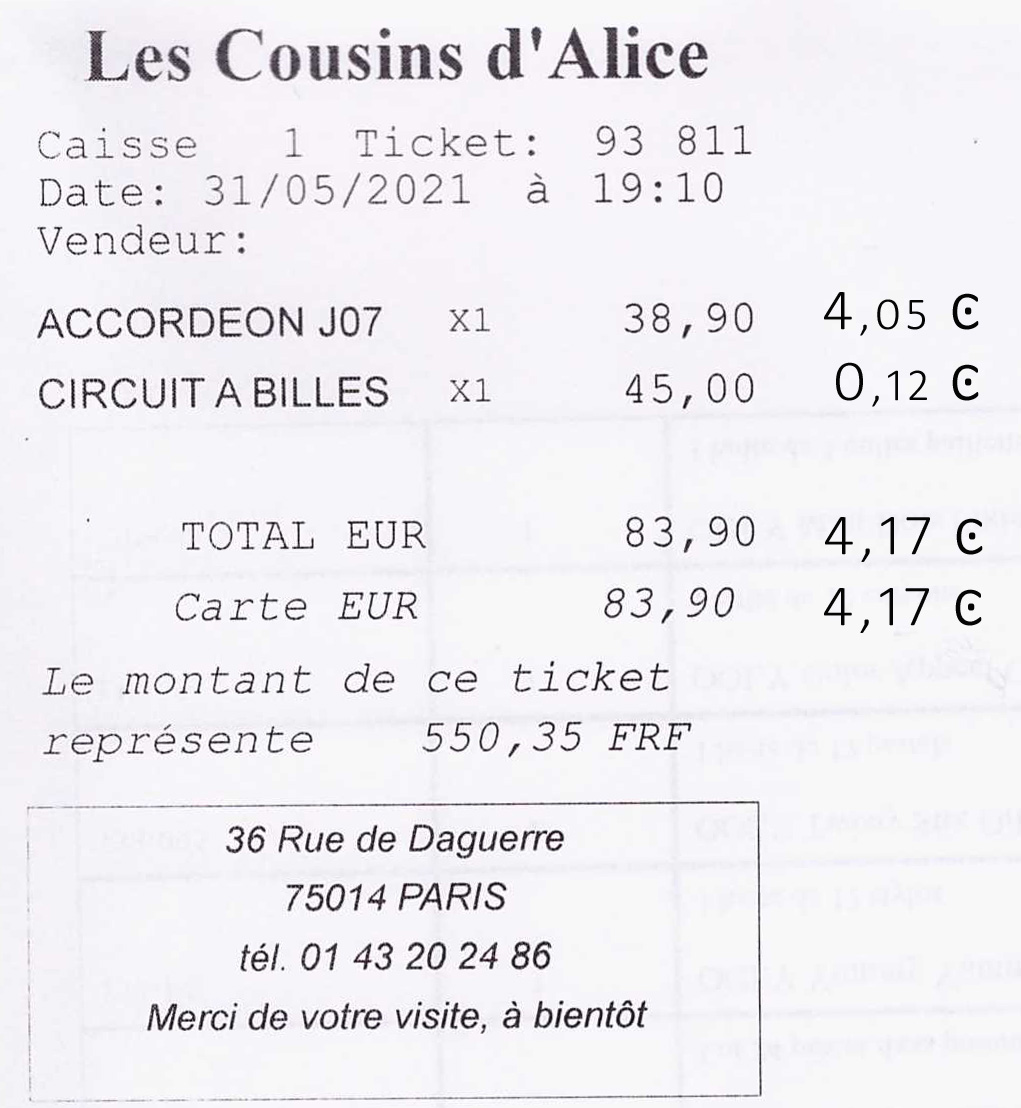
Ébauche de ticket de caisse décomptant des ponts carbone.

#### Comptabilité carbone dans les PME
Les comptables sont déjà équipés pour gérer un registre carbone, c'est un livre d'entrées sorties, avec clé de répartition pour qualifier les unités vendues ; mais il est estimé qu'au-delà de 100 salariés, il faudra spécialiser un poste de contrôleur de gestion carbone dans l'entreprise.
En symétrique, certaines entreprises exportent des produits pour lesquels les clients canadiens ou suisses ne seront pas encore concernés par les points carbone. Pour équilibrer ses comptes, l'entreprise reçoit des points de l'Agence Carbone en proportion de ce qu'elle a incorporé dans ses produits ou services exportés. Par exemple pour un viticulteur, l'ADEME évalue 1 kg CO2éq. par bouteille de vin. C'est une valeur moyenne pour amorcer le calcul. En fin d'année, l'entreprise fait le bilan carbone en même temps que le bilan financier, si ce viticulteur a développé une politique bio sans engrais azotés (les nitrates génèrent le protoxyde d'azote qui est responsable d'une part importante du réchauffement) en privilégiant l'absorption de CO2 par son terrain (ce qui peut lui valoir 0,2 tCO2/ha/an) il pourra justifier auprès de l'Agence carbone d'imputer seulement 0,7 kg par bouteille. Si décision politique, il pourra être encouragé à exporter par exemple en obtenant plus de points sur l'export, lui permettant de devenir plus concurrentiel sur le marché français. Mais l'Agence carbone sera d'abord incitative à réduire l'empreinte carbone.

#### Gros achats et immobilier
Chaque personne étant limitée à 9 t/an (6 t en 2030) les gros achats devront être étalés : les points carbone nécessaires à se procurer une voiture plus économe seront étalés sur une durée raisonnable définie par l'Agence Carbone, par exemple 10 ans pour un véhicule électrique, 15 ans pour thermique. Le taux d'étalement (amortissement) prend en compte la réduction de quota de 6 % par an. Si au bout de quatre ans la famille revend son véhicule au profit de véhicule partagé, elle propose un prix d'occasion et un résiduel carbone, les deux peuvent être négociés. Pour l'immobilier, l'ADEME estime l'impact carbone d'un logement à 0,6 t/m2 (calculé sur durée de vie de cent ans et hors consommations annuelles) : le constructeur propose à une famille de quatre personnes un logement de 100 m2 dont les 60 tonnes de CO2 sont amortis selon la pente de 6 %, soit 2,2 t en 2022 et 0,4 t en 2050 environ. La nouvelle réglementation prévue pour 2022 va normaliser les contenus carbone des logements et proposer un classement C1-C2 valorisant les efforts pour la revente.

### Citoyens
Des quotas individuels égalitaires sont à attribuer chaque année à chaque Français. Par souci de simplicité, il est proposé 9 t la première année, 8,46 t la deuxième, 7,95 t la troisième, 7,47 t la quatrième, 6,6 t la sixième année et 2 t en 2050. Il est proposé, comme en matière fiscale, que les jeunes de moins de 16 ou 18 ans soit attributaires d’une demi-part, pour que le compte carbone ne favorise pas la natalité et donc l’empreinte carbone générale. Au premier janvier, chacun reçoit son quota pour l’année depuis l’Agence carbone, chacun déclare les cartes bancaires utilisées pour les achats, y compris les monnaies locales, cartes de cantine, cartes Vitale et paiements par téléphone ou via Internet.

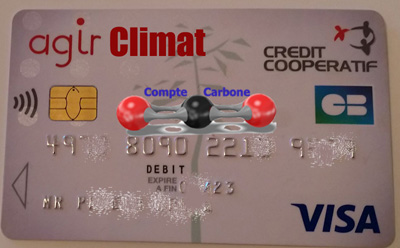
Adapter les cartes habituelles.

Les commerçants affichent leurs prix et valeurs carbone ; chaque client est débité des euros et des points carbone (un point vaut un kilogramme équivalent CO2). L’agence carbone collecte l’information carbone de façon centralisée pour tenir à jour chaque compte. Comme pour les foyers fiscaux, les quotas peuvent être mis en commun dans une même famille. Chaque citoyen est informé mensuellement par l’Agence carbone de son débit. Il peut aussi suivre en ligne l’effet de tel achat. Il peut élaborer un budget carbone pour les mois suivants. Si le résiduel devient inférieur à 10 % du quota annuel, la personne reçoit une alerte indiquant qu’il doit se restreindre mais surtout qu’il doit se procurer des points carbone auprès de la bourse régionale carbone, qui indique la valeur du jour.
Pour les personnes n'ayant pas de carte bancaire ou préférant ne pas l'utiliser, il est mis en place un identifiant de chaque citoyen par code QR sécurisé par mécanisme de blockchain économe en énergie, tel que proposé par certains prestataires.

#### Bourses régionales ou guichets locaux
Les bourses régionales (ou guichets) sont alimentées par les excédents des usagers les plus sobres et permettent le calcul en temps réel de la valeur d’échange, en divisant la demande par l’offre. La moitié des excédents des plus sobres sont payés en fin d’année pour éviter que des ménages modestes ne vendent plus que nécessaire : si de nouveaux besoins apparaissent, leur carbone est au coffre et peut leur être rendu en partie selon besoin. Pour éviter que ne s’établissent de relations néfastes entre les plus riches et ceux plus modestes qui ont besoin de monnayer leurs excédents, les transactions entre particuliers sont rendues impossibles (éviter des relations d'autorité ou  léonines). Les plus sobres ne sont pas obligés de proposer leurs excédents à la bourse régionale, ils peuvent ainsi accélérer la réduction carbone, leurs excédents sont naturellement perdus en fin d’année puisque chaque année démarre avec un nouveau compteur égal pour tous. La non-revente génère un enchérissement du point carbone qui rend dissuasif l’achat par les plus riches, améliorant encore la « descente carbone » (c'est-à-dire le rythme de diminution des émissions anthropiques de gaz à effet de serre). Il devient plus rentable pour les plus riches d’isoler les bâtiments et de se procurer des transports décarbonés.

#### Exceptions
Sur le modèle des commissions de résolution des surendettements, il peut être créé une branche de l’Agence carbone pour les cas particuliers. Les majeurs protégés (sous tutelle) sont gérés par leur mandataire judiciaire. Ils les protègent de tout abus de faiblesse. Si un particulier va faire son plein de carburant de l’autre côté de la frontière, son paiement bancaire en informe l’Agence Carbone qui (sans autre information) impute le taux le plus fort de carbone par euro, soit 2 kg/€ (valeur carburant), seul l’avion génère davantage (2,82, ou certains équipements électroniques de l’ordre de trois) mais il est peu probable qu’un particulier aille à l’étranger pour acheter un billet d’avion. La règle est ensuite que l’acheteur déclare à l’Agence Carbone le type d’achat qu’il a effectué, si textile par exemple la moyenne est à 0,5 kg/€. Le système Greenly a déjà calculé tous les paniers moyens, l’Agence Carbone aura rapidement une base de données fiable pour ces correspondances. La fraude demeure possible, des trafics en argent liquide pouvant être organisés malgré la complexité et la faible valeur du carbone. Des mécanismes anti-fraude sont proposés.
Certains bâtiments classés au patrimoine historique ou en cours, sont naturellement en difficulté énergétique, il sera proposé des quotas "patrimoine historique" qui seront intégrés dans la charge des services d’État. Des dispositifs décarbonés seront mis progressivement en place pour en réduire la charge.
Un barème de surquotas est élaboré par l'Agence carbone pour sécuriser les familles en difficulté. Il est précisé dans les neuf règles de base que « Tout besoin vital est garanti sans besoin d'achat de suppléments de points carbone ».

### Import-export
Le compte carbone est plus facile à mettre en oeuvre dans le périmètre d'une comptabilité nationale, il est ainsi proposé de démarrer par la France. Une coordination européenne des agences carbone nationales sera proposée pour traiter des questions internationales ; cette coordination est proposée dans le cadre de la Conférence sur l'avenir de l'Europe relayée par le site web de la Coordination Européenne des Quotas individuels carbone. Dès 2015, le blog de Pierre Calame appelait une telle coordination.

#### Importations
L'entreprise qui achète ses produits ou services à l'étranger doit obtenir la connaissance des contenus carbone de la part de ses fournisseurs. L'ADEME a déjà répertorié des milliers de produits et matériaux, qu'elle met en cohérence avec la nomenclature douanière très bien documentée par la Commission européenne. Les 4 kg du jouet accordéon vu plus haut avec son plastique et métal en provenance de Chine, sont alors exigés par l'Agence carbone pour initier le cycle. Le jour où la Chine se dotera de la même agence carbone, ces quatre points seraient transférés à cette agence chinoise qui en a besoin pour ses exports comme on voit ci-après.
En cas de doute sur le contenu carbone d'un produit ou service, l'Agence carbone applique la règle du « ticket perdu d'autoroute » : en absence de preuve, c'est la valeur maximale qui est imputée.

#### Exportations
Une entreprise qui diffuse sa production en partie à l'export a besoin de points carbone pour son équilibre de production : c'est l'Agence carbone qui lui fournit en établissant un barème le plus soutenable possible. Comme on l'a vu le viticulteur peut partir de l'évaluation générale ADEME de 1 kg de CO2 par bouteille de vin. Si le viticulteur peut démontrer une autre valeur, cela peut être pris en compte par l'Agence carbone qui demande à voir les valeurs pour clients français. L'agence carbone organise l'émulation pour faire réduire les contenus carbone déclarés des produits exportés.

## Structuration par alliance
Depuis 2022 sur la recommandation du conseiller en communication Sébastien Ravut le mouvement a défini une structure d'alliance : chaque allié y apporte son soutien selon ses moyens et ses actualités. Leurs travaux donnent l'opportunité de colloques qui rassemblent à chaque session des centaines de participants. Les trois principaux alliés sont Escape-jobs, Citego et Allocation-climat.

## Justice sociale
Cette question est débattue par la chercheuse en sciences économiques Audrey Berry dans sa contribution au livre « Nos Futurs » où elle analyse le potentiel de redistribution non étatique que peut générer l’allocation de quotas échangeables. Elle insiste sur les corrections nécessaires pour les ménages pauvres victimes de consommations forcées (travail, distance) et sur les politiques publiques capables de corriger les défauts et réduire les empreintes carbonées des grandes administrations.

## Création de puits de carbone
Les consommateurs nécessitant des surplus (ou des entreprises voulant abaisser leur taux de carbone inclus dans leurs produits ou services) pourront être tentés de proposer à l'agence carbone l'obtention de points carbone par la création de puits de carbone (ou zones de capture et séquestration de CO2).
Il est par exemple établi que transformer des terres arables en forêt sauvage génère un supplément de 500 points par an et par hectare. En ce cas il faut s'assurer que cela ne perturbe pas les prix de terres agricoles nécessaires à l'installation de jeunes agriculteurs. Un kilomètre de haie produit le même effet qu'un demi-hectare de forêt. C'est alors une stimulation pour l'agriculture naturelle ou agroforesterie. Les valeurs similaires sont déduites des méthodes de calcul, en Wallonie, pour le calcul des SIE ou Surfaces d'Intérêt Écologique.
Selon Pierre Gilbert, les meilleurs puits de carbone sont obtenus par la culture d'algues de type kelp, séquestrant cinq fois plus de carbone que les plantes terrestres parce qu'elles poussent de un mètre par mois. Ces algues contiennent un fort taux d'huile qui en fait un excellent bioéthanol : il faut pour cela créer de vraies fermes marines que pourraient très bien financer les milliardaires en mal de carbone pour leurs voyages.
Paul Hawken dans "Drawdown" estime que les fermes de Kelp pourraient produire, sur 3% des océans du monde, l'énergie nécessaire à toute l'humanité en réabsorbant tout le CO2 émis par ces combustibles.
La création de puits de carbone sera soumise à acceptation par l'agence carbone, par exemple ils ne seront pas admis en dehors du périmètre de la comptabilité nationale, ils pourront être refusés en cas d'effets secondaires négatifs. C'est bien l'agence carbone qui attribue ou non des points carbone supplémentaires, sa gouvernance doit garantir son objectivité.

## Mécanisme d'étalement pour investissements
Le contenu carbone d’un gros équipement ne peut être entièrement imputé sur une seule année et mérite d’être plutôt envisagé sur la durée de vie de l’équipement. Il reste possible qu'un consommateur achète des surplus carbone pour couvrir son investissement au comptant, mais sa généralisation provoquerait une demande forte sur les bourses carbone en augmentant brutalement le cours. Cette pratique devrait être encadrée.
Il est proposé que l’agence carbone utilise une méthode normalisée de calcul d’étalement fondée sur le taux de réduction annuelle des quotas : si on réduit la capacité de 6 % chaque année, la charge annuelle devrait décroître selon ce même taux.
L’outil rendu public permettra de comparer des investissements. Dans l'exemple d’une voiture responsable de 10 000 kg de carbone, soit 10 000 points, qui aurait une durée de vie de dix ans (soit la prévision basse concernant les voitures électriques), l’Agence carbone amortirait ces 10 t par une imputation la première année de 1,3 t et la mise en compte de 8 700 points. L’imputation de deuxième année serait de1.22t, la troisième 1 149 kg, la quatrième 1 080, la huitième 840 et la dernière année 750 points. Les valeurs sont proportionnelles à la capacité de l’année. La feuille de calcul applique la réduction de 6 % par an jusqu'à 2050 car il est supposé que l'équilibre carbone sera alors atteint et qu'il ne sera plus nécessaire de réduire les émissions : au-delà de 2050, l'étalement est constant.
S’il est décidé de revendre cette voiture après quatre ans, le vendeur devrait céder sa dette de carbone à l’acheteur. Dans l'exemple précédent, il reste au bout de ces 4 ans, 5 246 points qu’il faut transférer, en même temps que le certificat d’immatriculation.

## Développement européen
Dans le cadre de la Conférence sur l'avenir de l'Europe, il est proposé une coordination européenne des agences carbone nationales qui stimulerait leur gouvernance.
Pour rendre compte des différences entre les 72 pays les plus émetteurs, les niveaux d'empreinte climatique donnent lieu à calcul des réductions annuelles nécessaires pour atteindre l'équilibre planétaire en 2050 : Il est proposé une feuille de calcul appelée Atlas des Réductions annuelles.

## Carte compensatoire
Face aux fortes réticences d'une partie du monde industriel, bancaire et politique vis-à-vis des écotaxes, les dispositifs de type « carte carbone » visent à contribuer à la diminution des émissions de gaz à effet de serre des individus, en orientant le choix des consommateurs vers des objets ou services ayant une moindre empreinte écologique.
Différents types de cartes carbone sont envisagés, ciblant pour certaines les émissions personnelles de gaz à effet de serre (GES) (CO2 ou équivalent CO2). Certaines peuvent avoir une visée caritative ou de compensation, tandis que la plupart des cartes bleues sont plus « généralistes », qui proposent à leurs utilisateurs de verser un peu d’argent à une ONG environnementale. La logique de décroissance durable est généralement absente de ces approches, et nombre des cartes bleues ou « environnementales[Quoi ?] » n’intègrent pas spécifiquement un objectif spécifique et quantifié de diminution des émissions de GES.
Ces cartes sont le plus souvent conjointement proposée par une ONG (ou parfois des sociétés de conseil, impliquées dans la consommation éthique) associée à une banque qui fournit la carte, mais quelques institution et une ville (Belfast) proposent une telle carte. Certaines de ces cartes (Greencard, par exemple) compensent le carbone sans coût supplémentaire pour leur porteur, qui peut par ailleurs chaque mois choisir dans quel domaine sa compensation carbone sera effectuée (sylviculture, efficacité énergétique, capture et stockage du carbone, projets locaux dans le cas de la Greencard). En l’absence de source de crédit-carbone pour les individus, des fonds indépendants et à but non lucratif ont été créés à partir de dispositifs mis en place dans le cadre du protocole de Kyoto pour permettre aux systèmes expérimentaux de démarrer (exemples : The Climate Fund, Sustainable Travel International, Native Energy...).[réf. nécessaire]
Certaines cartes sont basées sur le principe d'un versement, en quelque sorte « compensatoire » à une ONG qui contribue à aider des acteurs à diminuer leurs émissions de gaz à effet de serre, à restaurer ou protéger des puits ou stock de carbone (biomasse des forêts tropicales, tourbières, récifs coralliens, etc. Le principe est en quelque sorte celui d'une écotaxe volontaire. Ces cartes permettent aussi à l'individu d'évaluer grossièrement ses impacts via le suivi de ses achats par carte bancaire. En réalité, ces cartes ne sont pas de véritables cartes carbone et elles sont aujourd'hui souvent considérées comme des opérations de communication (voire d'un « verdissement de façade ») qui n'aident que peu les ONG environnementales à travailler et qui n'ont pas fait la preuve d'un bilan global environnementalement positif.

## Valeur du carbone
Le cadre global est celui d'une approche économique visant à donner une valeur à la « tonne de carbone non émise » et un coût à la tonne émise. La carte carbone est généralement basée sur la valeur (plus ou moins consensuelle) du carbone non-émis. Une telle carte figurait parmi les nombreuses propositions faites en France lors du Grenelle de l'environnement, notamment par Dominique Perben, ministre des transports alors en poste, qui a retenu que « tous les grands projets publics devraient être arbitrés en intégrant leur coût pour le climat, leur coût en carbone ». Un Centre d'analyse stratégique a été chargé de calculer « la valeur tutélaire du carbone ». En 2001, l'économiste Marcel Boiteux avait fixé à 27 euros le prix de la tonne de CO2 et le voyait évoluer au même rythme que l'inflation, soit 58 euros à l'horizon 2030. En 2008, les modèles de calcul s'étant affinés et les objectifs de réduction s'étant durcis, la valeur d'une tonne de CO2 a été estimée à 32 euros pour 2010, 56 euros pour 2020, 100 euros pour 2030 et 200 euros pour 2050. La carte carbone vise à décliner ce mécanisme à l'échelle d'individus volontaires.

### Degré d'incertitude dans le comptage des gaz à effet de serre
L'on sait aujourd'hui avec une bonne précision la quantité de rejets provoqués par l'essence et le gasoil, avec environ 5 % d'incertitude selon l'ADEME et selon le GIEC,. Mais les produits complexes sont plus difficiles à décompter. Même le carburant E10 ou le Diesel sont contestés car une part serait d'origine végétale. Fondamentalement cela ne change pas le rejet, il faut garder la valeur brute, la production agricole d'agrocarburants se fait au détriment des cultures nourricières ou des forêts bien plus absorbantes du dioxyde de carbone.
Les scientifiques s’accordent aussi à ne pas présenter l’énergie biomasse (granulés et bûchettes provenant des forêts) comme utile à la décarbonation, selon l’étude Reclaim Finance. 772 scientifiques en ont signé une démonstration en 2018.
Les degrés d'incertitude sur les données d'émissions vont de 5 % (données primaires) à 50 % (données approchées). La feuille de calcul à l'origine du carbomètre précise les degrés d'incertitude des différents contenus carbone. Elle est disponible en ligne.
La circularité de l'information générée par le compte carbone affine la connaissance des contenus carbone et des potentiels de gaz à effet de serre : la Base Carbone de l'Ademe précise qu'un jeans représente en moyenne 23,2 kg de CO2 équivalent.
Autant dans les secteurs de services que de marchandises, l'évaluation précise des émissions du carbone va être précisée lors des échanges entre fournisseurs. La démarche a ainsi déjà été entamée dans le secteur du bâtiment, où l'expérimentation « E+C- » a vu de nombreux fabricants de matériaux ou systèmes établir des « fiches de déclaration environnementale et sanitaire » indiquant, grâce à l'analyse du cycle de vie, les différents impacts environnementaux de leurs produits, dont le réchauffement climatique. Par extension, ces indications ont permis d'évaluer les impacts des projets en bâtiment. Cette méthode de calcul doit être reprise dans la réglementation environnementale 2020 (RE2020), ce qui a incité les fabricants de matériaux ou systèmes à améliorer leurs méthodes de fabrications pour réduire les impacts de leur production.

## Critiques

### Critiques sur l’abandon des espèces
Si le mécanisme imposait la carte bancaire, le paiement en billets et pièces serait peu apprécié par le commerçant qui y perdrait ses points carbone. Il est possible que le compte carbone incite (comme l’a fait la crise sanitaire de 2019) à ne pas utiliser les espèces. Plusieurs politiques y sont favorables pour l’effet de suppression des petits trafics. Une reprise des études de Ernst & Young a été proposée dans le Canard Enchainé du 26 août 2020. Elle rapporte qu'un paiement en liquides de 40 euros entraine (fabrication et transport compris) l'émission de 22 grammes de CO2 contre seulement 3 grammes pour un paiement par carte.

### Critiques sur les données personnelles

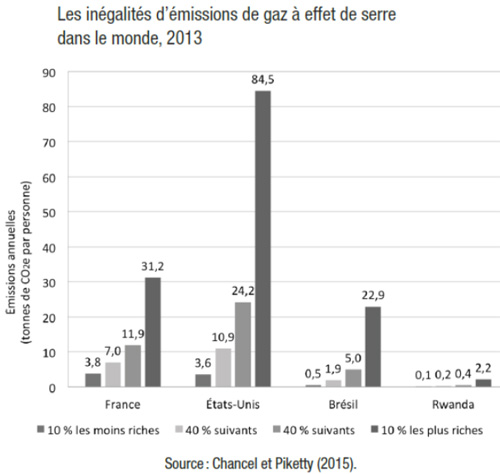

Selon Thomas Piketty, on peut comparer les questions sur le compte carbone aux levées de bouclier qu’avait suscité le projet d’impôts sur les revenus il y a un siècle.